# Tetragnatha nitidiventris
Tetragnatha nitidiventris este o specie de păianjeni din genul Tetragnatha, familia Tetragnathidae, descrisă de Simon, 1907.
Este endemică în Guinea-Bissau. Conform Catalogue of Life specia Tetragnatha nitidiventris nu are subspecii cunoscute.